# Phủ Thuận (huyện)
Phủ Thuận (chữ Hán giản thể: 抚顺县, âm Hán Việt: Phủ Thuận khu) là một huyện của địa cấp thị Phủ Thuận, tỉnh Liêu Ninh, Cộng hòa Nhân dân Trung Hoa. Huyện Phủ Thuận có diện tích 2350 km², dân số 220.000 người. Mã số bưu chính của Phủ Thuận là 113006. Huyện Phủ Thuận được chia thành 4 trấn, 6 hương và 2 hương dân tộc. Các đơn vị này lại được chia thành 11 uỷ ban xã cư khu, 271 ủy ban thôn.
- Trấn: Thảo Đảng, Thạch Văn, Hậu An, Cáp Đạt.
- Hương: Hiệp Hà, Cứu Tân, Hải Lãng, Mã Khuyên Tử, Lan San.
- Hương dân tộc Mãn La Cổ, hương dân tộc Mãn Thanh Đồ.